# Federbrau Volleyball
Federbrau Volleyball var en volleybollklubb (damer) från Bangkok, Thailand som var aktiv mellan 2008 och 2012. Under den korta perioden nådde de stora framgångar. De vann Asian Women's Club Volleyball Championship tre gånger i rad 2009-2011. I Världsmästerskapet i volleyboll för klubblag kom de tvåa 2010 och 2011.